# Ngo The Chau
Ngo The Chau (* 1977 in Hanoi, Vietnam; auch: The Chau Ngo) ist ein in Deutschland tätiger Kameramann und Filmregisseur.

## Leben
Ngo The Chau kam als Kind aus Vietnam nach Berlin, wo er 1996 sein Abitur an der Friedrich-Ebert-Oberschule ablegte. Anschließend arbeitete er als Beleuchter bei verschiedenen Filmprojekten. Von 1999 bis 2004 absolvierte er ein Kamerastudium an der Deutschen Film- und Fernsehakademie Berlin (dffb). 2003 wurde er als erster Preisträger mit dem Michael-Ballhaus-Förderpreis ausgezeichnet, der für herausragende Leistungen an Kamerastudenten der dffb vergeben wird.
Noch während des Studiums begann Ngo The Chau als Director of photography für Kino- und Fernsehproduktionen, aber auch Werbespots und Musikvideos zu arbeiten. So war er für die Bildgestaltung bei Musikvideos von Herbert Grönemeyer, Seeed, Ferris MC, Fler und Aggro Berlin verantwortlich. Für den Tatort Scheherazade erhielt er 2005 den Deutschen Kamerapreis und den Deutschen Fernsehpreis. Seit 2005 ist er auch als Gastdozent tätig, unter anderem an der Internationalen Filmschule Köln.
2018 führte er beim ZDF-Märchenfilm Schneewittchen und der Zauber der Zwerge erstmals auch Regie. 2019 inszenierte er mit Die Hexenprinzessin seinen zweiten Film für die ZDF-Fernsehreihe Märchenperlen, 2021 folgte die Neuverfilmung des Hauff-Märchens Zwerg Nase.

## Filmografie (Auswahl)
- 2002: Schattenwelt (Hình Bóng)
- 2003: John Lee and Me
- 2003: Detroit
- 2004: Mitfahrer – Jede Begegnung ist eine Chance
- 2004: Folge der Feder
- 2005: Tatort: Scheherazade
- 2006: Dornröschen erwacht (Fernsehfilm)
- 2007: Frei nach Plan
- 2007: Tatort: Strahlende Zukunft
- 2007: Max Minsky und ich
- 2007: Schattenkinder (Fernsehfilm)
- 2008: Nachtschicht – Ich habe Angst
- 2009: Entführt (Fernseh-Zweiteiler)
- 2009: Phantomschmerz
- 2009: 66/67 – Fairplay war gestern
- 2009: Nachtschicht – Wir sind die Polizei
- 2010: Schwerkraft
- 2010: 8 Uhr 28
- 2010: DIE SNOBS – Sie können auch ohne Dich (Fernsehserie)
- 2011: Almanya – Willkommen in Deutschland
- 2011: Tom Sawyer
- 2011: Tatort: Borowski und der coole Hund
- 2012: Wolff – Kampf im Revier (Fernsehfilm)
- 2012: Das Leben ist nichts für Feiglinge
- 2012: Tatort: Borowski und der stille Gast
- 2013: Tatort: Willkommen in Hamburg
- 2013: Banklady
- 2013: Es ist alles in Ordnung (Fernsehfilm)
- 2014: Stereo
- 2014: Hin und weg
- 2015: Zum Sterben zu früh (Fernsehfilm)
- 2015: Vertrau mir (Fernsehfilm)
- 2015: Ein Atem
- 2016: Die Mitte der Welt
- 2017: Die Pfefferkörner und der Fluch des Schwarzen Königs
- 2017: Happy Burnout
- 2017: Berlin Falling
- 2017: Rübezahls Schatz (Fernsehfilm)
- 2018: Das Kindermädchen – Mission Südafrika
- 2018: Arthurs Gesetz (Fernsehserie)
- 2019: Schneewittchen und der Zauber der Zwerge (Fernsehfilm; auch Regie)
- 2019: Bad Banks (Fernsehserie)
- 2020: In Berlin wächst kein Orangenbaum
- 2020: Die Hexenprinzessin (Fernsehfilm; auch Regie)
- 2021: 3 ½ Stunden (Fernsehfilm)
- 2021: Zwerg Nase (Fernsehfilm; auch Regie)
- 2022: Zimmer mit Stall: So ein Zirkus (Fernsehreihe; auch Regie)
- 2022: Tatort: Das Mädchen, das allein nach Haus’ geht (auch Regie)
- 2022: Das Märchen vom Frosch und der goldenen Kugel (Fernsehfilm; auch Regie)
- 2023: Drift: Partners in Crime
- 2024: Der Buchspazierer (auch Regie)
- 2024: Märchenperlen: Dornröschen und der Fluch der siebten Fee (Fernsehreihe, auch Regie)

## Auszeichnungen
- 2002: Goldene Kaulquappe, Studentenpreis beim Kamera-Filmfestival Camerimage für Schattenwelt
- 2003: Michael-Ballhaus-Förderpreis
- 2004: Nominierung für den Deutschen Kamerapreis für Detroit
- 2005: Deutscher Fernsehpreis, Beste Kamera, für Tatort – Scheherazade und Folge der Feder
- 2005: Deutscher Kamerapreis, Kategorie Fernsehspiel, für Tatort – Scheherazade
- 2015: Nominierung für den Deutschen Kamerapreis für Stereo
- 2016: Deutscher Fernsehpreis, Beste Kamera, für Zum Sterben zu früh
- 2020: Deutscher Fernsehpreis, Beste Kamera Fiktion für Bad Banks